# Ernst Gustav von Rümelin
Ernst Gustav Gottlob Rümelin, ab 1844 von Rümelin, (* 20. Mai 1785 in Maulbronn; † 10. Januar 1850 in Heilbronn) war ein württembergischer Oberamtmann und Landtagsabgeordneter.

## Leben und Werk
Gustav Rümelins Vater Christian Friedrich Rümelin (1739–1803) war Oberamtmann und seit 1791 Hofrat in Maulbronn. Seine Mutter Christiane Sofie Regine geb. Schüz (1753–1828) war dessen vierte Ehefrau. Gustav Rümelin hatte vier Geschwister, davon eines aus der ersten Ehe des Vaters.
Er besuchte die Klosterschule Maulbronn und studierte ab 1802 Theologie an der Universität Tübingen. 1805 bis 1807 absolvierte er in Tübingen ein Studium der Rechtswissenschaften. 1807 wurde er Advokat, von 1807 bis 1810 war er Aktuar beim Oberamt Heilbronn, 1811 bis 1813 dann Unteramtmann und Ratsschreiber in Weikersheim. 1813 trat er beim Oberamt Ravensburg seine erste Oberamtmannsstelle an, die er bis 1816 ausübte. Von 1816 bis 1819 war er Oberamtmann in Besigheim. Von 1819 bis 1850 war Gustav Rümelin dann Oberamtsrichter in Heilbronn, seit 1841 mit dem Titel Oberjustizrat. Er besaß in Heilbronn ein großes Weingut.

## Politik
Im Jahr 1826 wurde er für das Oberamt Besigheim in den württembergischen Landtag gewählt und übte dieses Mandat bis 1830 aus. 1839 bis 1843 erfolgte für das Oberamt Weinsberg eine zweite Wahl in den Landtag.

## Familie
Gustav Rümelin heiratete 1811 Henriette Dreiß (1790–1865), eine Kaufmannstochter aus Heilbronn. Aus der Ehe gingen fünf Kinder hervor, darunter Eugen Gustav Rümelin (1812–1899), Gustav von Rümelin (1815–1889) und die Heilbronner Bankiers Richard Rümelin (1818–1880) und Max Rümelin (1823–1893).

## Ehrungen
1844 wurde Ernst Gustav von Rümelin das Ritterkreuz des Ordens der Württembergischen Krone verliehen, womit der persönliche Adelstitel (Nobilitierung) verbunden war.